# Eoazhdarcho
Eoazhdarcho („raný Azhdarcho“) byl rod pterodaktyloidního (ptakoještěra), který žil v období spodní křídy (stupeň apt) na území dnešní Číny (provincie Liao-ning).

## Popis
Je znám pouze na základě dochovaných fragmentů nekompletní kostry a spodní čelisti (GMN-03-11-02). Šlo o poměrně malého ptakoještěra, jehož rozpětí křídel dosahovalo jen asi 1,6 metru. Typový druh E. liaoxiensis byl popsán čínskými paleontology v roce 2005. Původně vědci předpokládali, že jde o zástupce čeledi Azhdarchidae, později však kladistická analýza toto zařazení vyvrátila (zůstala však nadčeleď Azhdarchoidea).
Blízce příbuzným taxonem byl například další čínský rod Jidapterus.